# Collège Saint-Alexandre de la Gatineau
Pour les articles homonymes, voir Saint-Alexandre et CSA.
Le collège Saint-Alexandre de la Gatineau (CSA) est une école secondaire privée située à Gatineau, en Outaouais, au Québec.
L'établissement, qui était autrefois réservé aux garçons, est mixte depuis 1990. Le collège offre le programme de formation générale de la 1re à la 5e secondaire, et accueille à chaque année près de 1 000 élèves. Il recrute ses élèves principalement de la ville de Gatineau ainsi que des villes voisines de Chelsea, Cantley et Ottawa. En 2012, le collège Saint-Alexandre de la Gatineau a célébré son 100e anniversaire.

## Histoire

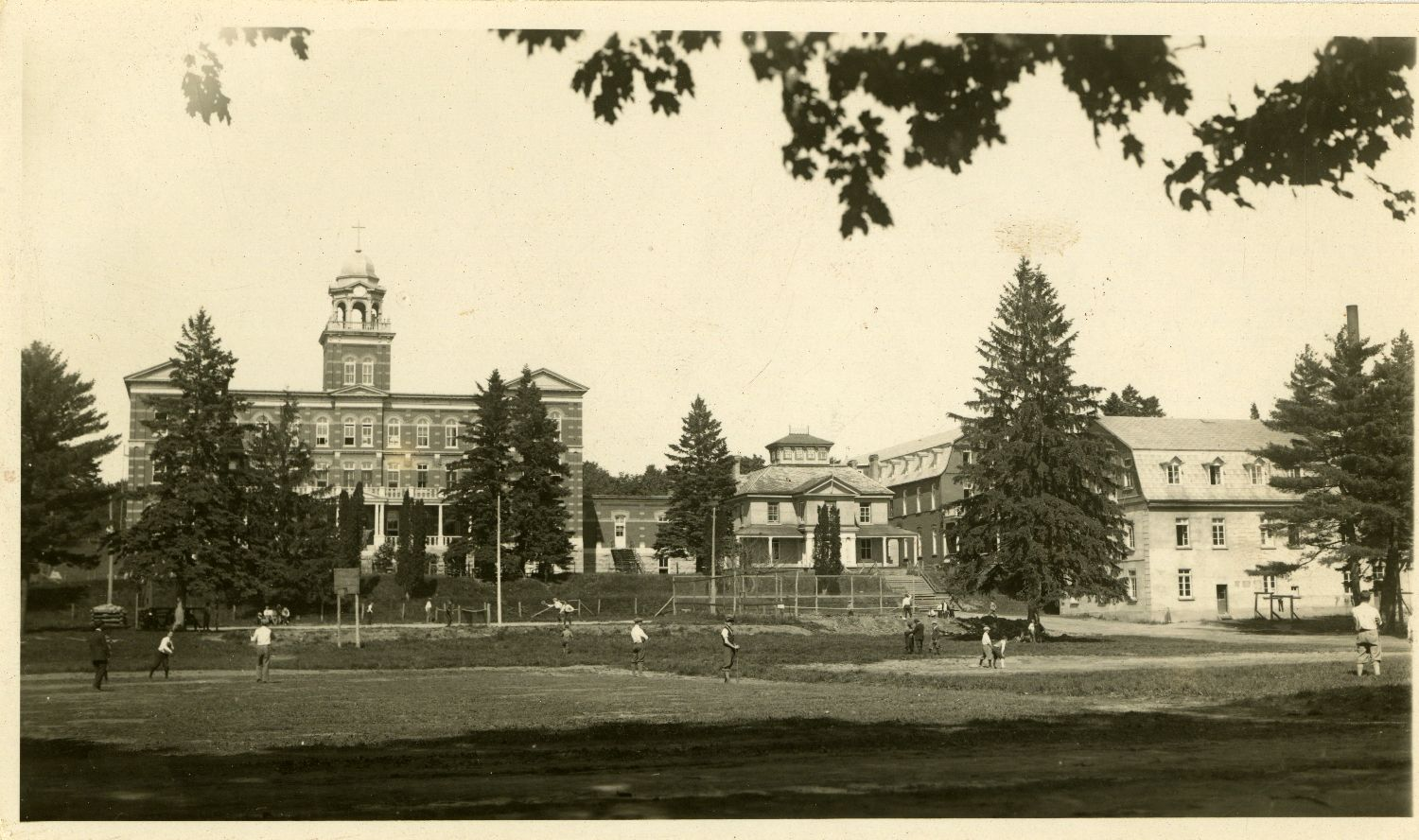
Le collège Saint-Alexandre en 1920.

Le bâtiment original est construit sur de vastes terres en 1850 par Alonzo Wright et est utilisé principalement comme manoir où sont organisées des fêtes.
Alonzo Wright meurt en 1894, et après la mort de sa femme en 1904, le domaine est acheté par les pères du Saint-Esprit (spiritains) exilés de France par les lois anticléricales du gouvernement d'Émile Combes. Ils fondent sur le site une école d'agriculture appelée Institut colonial franco-canadien, en 1906, et construisent le bâtiment principal, aujourd'hui appelé le Pavillon central, l'année suivante.
En 1912, l'institution est transformée en collège classique et prend le nom de collège Saint-Alexandre. Depuis, les prêtres ont cessé de donner des cours; en 1991 la propriété du collège est cédée par les Spiritains à une nouvelle corporation. Peu avant, en 1990, le collège devient mixte. Aujourd'hui, le collège  Saint-Alexandre offre un enseignement conforme aux exigences du ministère de l'Éducation. Il est, en 2010, très bien classé dans le palmarès des écoles secondaires du Québec.

## Symboles
La devise du collège Saint-Alexandre est Vitam Impendere Vero. Elle vient du poète latin Juvenal et signifie « Consacrer sa vie à la vérité ». Jean-Jacques Rousseau, philosophe français, en fit sa devise.

## Vie étudiante
Le collège Saint-Alexandre offre une grande gamme d'activités étudiantes: sociales, sportives et culturelles. Le Théâtre Social, plus communément appelé le TS, donne quatre représentations lors du mois d’avril. Les étudiants peuvent s'impliquer dans plusieurs groupes, dont un comité environnemental, des comités pour les fêtes et journées thématiques (fête d'Halloween, Noël, la Journée sans voiture, etc.), une coopérative, et autres. Différents événements et sorties sont organisés, souvent conjointement avec l'animation culturelle, dont la sortie sur les grandes religions (à Montréal), la visite de la Colline du Parlement (durant laquelle les étudiants rencontrent habituellement un ou plusieurs députés), le voyage de l’animation sociale d'une durée de deux semaines à l'étranger, etc.
Neuf disciplines sportives sont offertes: le basket-ball, le volley-ball, le football, le flag football, le soccer, le cheerleading, le hockey, l’ultimate et le badminton. Toutes les équipes jouent sous le nom des Titans; à chaque année, de nombreuses équipes représentent le collège Saint-Alexandre sur la scène provinciale.
Dans le domaine culturel, il y a par exemple une troupe de Théâtre Culturel (TC), une chorale, de l'improvisation et des soirées artistiques (Soirée d'Alex).
De la 1re à la 4e secondaire, les étudiants peuvent se présenter pour le poste de président ou vice-président de leur groupe-classe afin de le représenter au sein du Conseil scolaire étudiant. Celui-ci est géré par le conseil étudiant de la 5e secondaire, composé d'un conseiller sportif, d'un conseiller culturel, d'un conseiller social, d'un vice-président et d'un président.

## Anciens élèves
- Pierre de Bané, homme politique
- Patrice Bélanger, comédien, animateur et humoriste
- Daniel Brière, joueur de hockey sur glace
- Philippe Falardeau, réalisateur et scénariste
- Paul Joseph James Martin, homme politique
- Pierre Renaud, homme politique
- Alain Vigneault, entraîneur de hockey
- Laurence Nerbonne, chanteuse